# Rhizostoma
Rhizostoma је род медуза. Врсте овог рода се могу видети и у Атлантском океану, али ретко када прилазе обалама. Имају израштаје на бази манубријума. Свака орална ручица има један наставак у облику батине терминално постављен. Обично су са јасно уочљивим прстенастим каналом од кога полазе цевасти и мешколики отвори мрежа канала.

## Врсте
Према ITIS:
- -{Rhizostoma luteum (Quoy & Gaimard, 1827)
- Rhizostoma octopus Mayer, 1910
- Rhizostoma pulmo (Macri, 1778)}-